# Psalmopoeus plantaris
Psalmopoeus plantaris là một loài nhện trong họ Theraphosidae.
Loài này thuộc chi Psalmopoeus. Psalmopoeus plantaris được Mary Agard Pocock miêu tả năm 1903.